# Trisuloides albiplaga
Trisuloides albiplaga är en fjärilsart som beskrevs av W. Warren 1912. Trisuloides albiplaga ingår i släktet Trisuloides och familjen Pantheidae. Inga underarter finns listade i Catalogue of Life.